# Edgardo Cassani
Pour les articles homonymes, voir Cassani.
Edgardo Cassani (né le 9 mars 1868 à Parme et mort dans la même ville le 28 septembre 1936) est un compositeur italien, clarinettiste et chef d'orchestre des XIXe et XXe siècles. 

## Œuvres
- Grandioso ballo fantastico in tre quadri
- Il trionfo della scienza
- Il maestro di cappella
- Tramelogedia ossia l'arte di far libretti
- Gilda e florindo ossia Studie ed amori
- Il trionfo della scienza alias Sofonikìa
- Fondo della banda della Guardia Nazionale
- La Moraccina

## Source de traduction
- (it) Cet article est partiellement ou en totalité issu de l’article de Wikipédia en italien intitulé « Edgardo Cassani » (voir la liste des auteurs).